# Zona alba

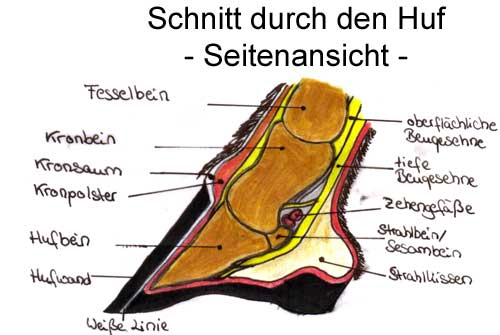

 Als Zona alba (auch Weiße Linie oder Linea alba unguis) bezeichnet man eine pigmentarme Verbindungsschicht am Huf bzw. der Klaue zwischen der Wand und der Sohle. Die Zona alba wird durch das Blättchenhorn des Wandsegments gebildet. Zwischen diesen Hornblättchen wird am sohlenseitigen Ende der Wandepidermis das Zwischenblättchenhorn gebildet, das strukturell Röhrchenhorn darstellt, da es auf kleinen Papillen gebildet wird. Einige Autoren beziehen die innerste, wenig pigmentierte Schicht des Kronhorns mit in die Zona alba ein.
In die Zona alba werden beim Hufbeschlag die Nägel eingeschlagen.